# Dett Peyskens
Bernadette C. J. (Dett) Peyskens (Leuven, 1957)  is een Belgische muzikante, zangeres, danseres en actrice. In 1983 zong ze bij Pas De Deux, de Belgische inzending voor het Eurovisiesongfestival.
Peyskens werkte na Pas De Deux nog verder samen met Walter Verdin als muzikante en zangeres in het video/concert Videorhythmics. Ze acteerde in de surrealistische film "Le Mur" uit 1998 van Alain Berliner, speelde in de voorstelling Revue van Ruud Gielens, voor Het Toneelhuis en in talloze kunstvoorstellingen die muziek, dans en theater versmelten.

## Discografie
- 1983: Pas De Deux : Des Tailles (ep) en Axe Ends (zang, piano)
- 1989: Fats Garden : Tree (ep) (zang)
- 1990: Dett Peyskens & Rudolf Hecke : Naked and still hungry (zang)
- 1997: Red Zebra : Mimicry (zang)
- 1997: Elvis Peeters : Nooit meer slapen (zang)
- 2001: Red Zebra : Last Band Standing (keyboards)
- 2002: Peyskens & Van Hoeck : October'oktobre (zang, toetsen)